# Тринаеста словеначка ударна бригада
Тринаеста словеначка ударна бригада „Мирко Брачич” формирана је од бораца Прве словеначке бригаде и новомобилисаног људства под називом Лошка бригада, 23. септембра 1943. године у селу Кнежјој Њиви, Нотрањска. Тада је имала три батаљона са око 450 бораца, да би ускоро нарасла на 900 бораца. Почетком октобра у њен састав ушао је и један батаљон расформиране Рапске бригаде.

## Борбени пут бригаде
Септембра и октобра 1943. водила је, у саставу Четрнаесте словеначке дивизије, тешке борбе против немачког окупатора око Ракека, Шент Петра на Красу, Церкнице и Боровнице. У новембру 1943. учествовала је у ослобођењу крајева у Церкничкој и Лошкој долини, садејствовала Првој словеначкој бригади у уништењу белогардијске посаде у селу Грахову 22-23. новембра и  Великим Лашчама 3-4. децембра. Посебно се истакла у нападу на немачко-белгардијски гарнизон у Кочевју 9-12. децембра, којом приликом је погинуо командант 14. дивизије Мирко Брачич, по коме је 5. јануара 1944. добила назив.
У походу 14. дивизије на Штајерску током јауара и фебруара 1944. претрпела је велике губитке. У току похода је, заједно с Првом словеначком бригадом, уништила 9. фебруара постројења у рудницима угља Сеново и Раштањ, а након вандредно оштрих борби против Немаца при пробоју преко друма Словенске Коњице-Војник, затим кроз немачке обруче на Линдеку и код Шоштања, стигла је 27. фебруара у рејон Нове Штифте на источним падинама Камника. После дужег одмора и приливом нових бораца, бригада је у априлу почела оружане акције против Немаца око Мозирја, Велења и Шоштања. Значајније успехе постигла је у нападу на немачко упориште и рудник лигнита у Велењу 1. маја, где је уништила део рудничких постројења, затим у нападу на упориште Жерјав код Межице 6. маја, где је уништила магазине материјала за руднике олова у близини Чрне, а затим је водила оштре борбе с Немцима на Похорју 14-26. маја. Почетком јуна дејствовала је на немачке транспорте у Мислињској долини, затим на комуникације у ширем простору Цеља и крајем јуна поновно на Похроју. Њени делови су 7. јула напали фабрику авионских делова у Словенској Бистрици и уништили више стројева, 20. јула напали и уништили немачку посаду у Светом Ловренцу на Похорју, а 31. јула немачку посаду у Шентјурју при Цељу. Бригада се затим истакла у борбама против Немаца на Коњишкој гори 8. августа, у уништењу упоришта у селу Козју 11-12. септембра, више успешних акција на Козјанском у другој половини септембра, у рејону Словенске Бистрице у првој половини октобра. Потом се преко Мислињске долине и Мозирских планина пребацила у Горњосавињску долину ради одбране те слободне територије од продора немачких снага из Камнишко-домжалске котлине и из правца Солчаве. Бригада је 26. октобра проглашена ударном. У новембру је дејствовала у Засављу, Доњосавињској долини и у простору Мозирје, Шоштањ, а 9. децембра је напустила одбрану Горњосавињске долине и пребацила се пред Римских Топлица преко реке Савиње на Козјанско, где је до краја 1944. нападала тамошње немачке посаде и транспорте.
Дејствујући затим наизменично у разним пределима Штајерске, бригада је у 1945. години водила веће борбе код села Драмља и на Коњишкој гори 22. јануара, на Пашком Козјаку 6. фебруара, код села Грашке Горе и Заводња 18. фебруара, на сектору северно од Мозирја, Шоштања и Велења у марту и остало. Крајем априла и у првој половини маја учествовала је у коначном ослобођењу северозападног дела Штајерске и у уништењу и заробљавању немачко-квислиншких снага у Корушкој.
Одликована је Орденом братства и јединства и Орденом заслуга за народ.

## Командни састав
Команданти:
- Франц Бобнар-Геџо, од 23. 9. 1943 до 3. 6. 1944.
- Миленко Кнежевић, од 13. 6. 1944 до 25. 4. 1945.
- Андреј Цетински-Лев, од 25. 4. до почетка јуна 1945.

Политички комесари:
- Јанез Језершек-Сокол, од 23. 9. до 16. 11. 1943.
- Драгомир Бенчић-Бркин, од 5. 12. 1943 до 3. 1. 1944.
- Франц Шлајпах-Аки, од 3.1. до 23. 2. 1944.
- Тоне Турнхер-Тончек, в.д. од 3.3. до 22.3. 1944.
- Иван Долничар-Јаношик, од 23. 3. до 15. 5. 1944.
- Франта Комел, од 17. 5. до 13. 7. 1944.
- Иван Долничар-Јаношик, од 13. 8. 1944 до 14. 4. 1945.
- Јанез Петје-Јован, од 14. 4. до 5. 5. 1945.
- Стане Кинк-Сташко, од 5. 5. до почетка јуна 1945.

Заменици команданта:
- Јоже Јерман, од 23.9. 1943 до 11. 1. 1944.
- Винко Симончич-Гашпер, од 11. 1. до 2. 6. 1944.
- Јоже Јакич-Душан, од 3. 6. до 19. 9. 1944.
- Виктор Цвелбар-Стане, од 17. 10. 1944 до почетка марта 1945.
- Иван Божич-Јово, од краја марта до почетка јуна 1945.

Заменици политичког комесара:
- Иван Томц-»Франц Хабе«, од 23. 9. 1943 до (нема података),
- Тоне Турнхер-Тончек, од 3. 1. до 22. 3. 1944.
- Гаврило Илић-Гашо, од 23. 3. до 15. 5. 1944.
- Мирко Јериха, накратко у другој половици маја 1944.
- Фердинанд Седеј-Нанде, од друге половице маја до 29.6. 1944.
- Петер Мендаш-Изток, в.д. од 30. 6. до 7. 9. 1944.
- Јанез Петје-Јован, од 10. 10. 1944 до 23.3. 1945.
- Леополд Прошек-Бајдуков, од око 20. 4. до краја јуна 1945.

## Народни хероји бригаде
- Винко Симончич
- Душан Ремих
- Драгомир Бенчић
- Андреј Цетински